# 반문화

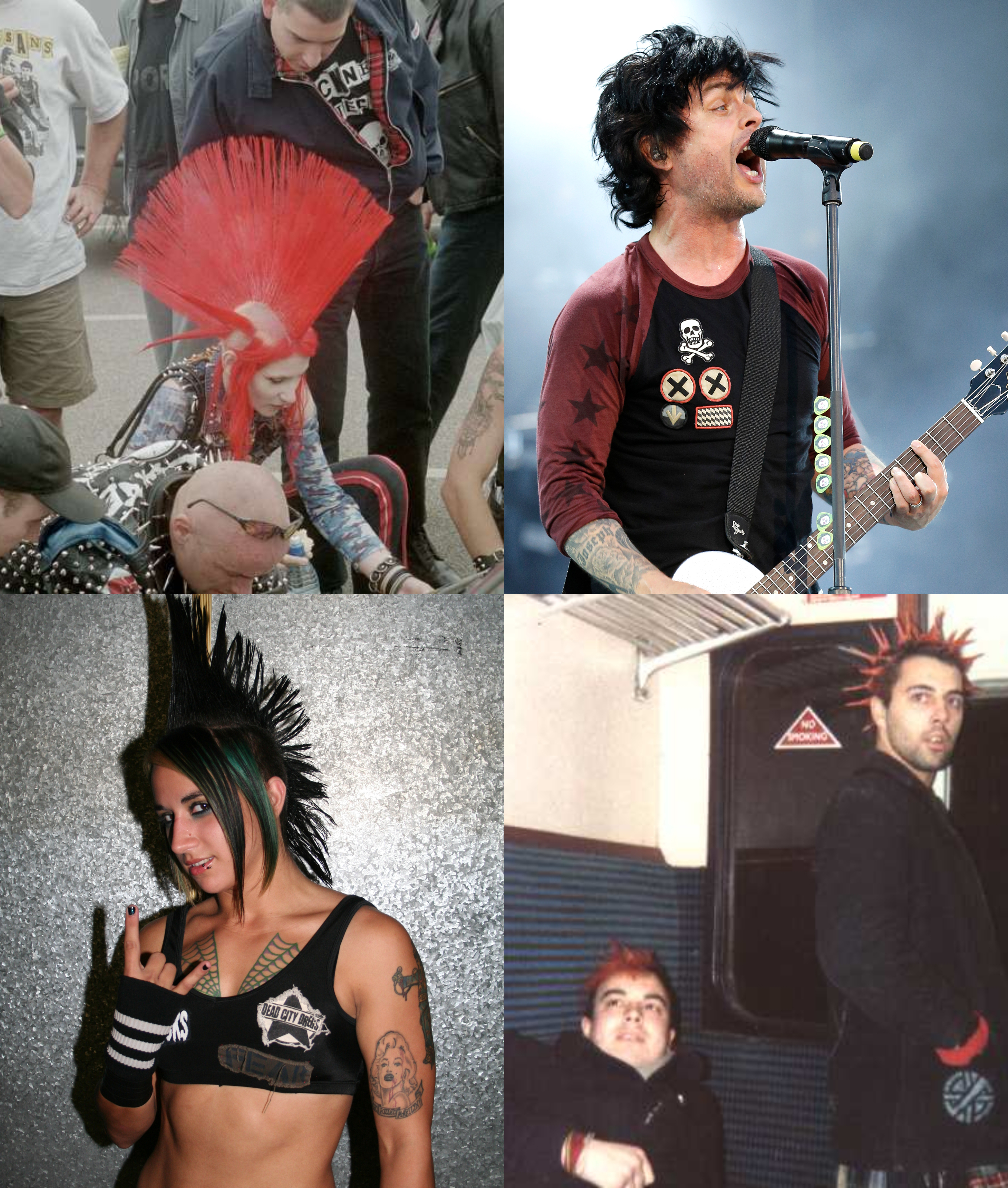
펑크 문화. 반문화의 전형적인 예

반문화(反文化) 또는 카운터컬처(영어: counterculture)는 사회의 지배적인 문화에 반대하고 적극적으로 도전하는 문화로서, 대항문화라고도 한다. 1960년대의 미국의 히피, 동성애 해방운동, 여성 해방운동 등이 이에 속한다.
반문화는 가치와 행동 규범이 주류 사회의 가치와 행동 규범과 실질적으로 다르며 때로는 주류 문화 관습과 정반대되는 문화이다. 반문화 운동은 잘 정의된 시대에 특정 인구의 정신과 열망을 표현한다. 반대 세력이 임계점에 도달하면 반문화가 극적인 문화적 변화를 촉발할 수 있다. 서구 세계의 반문화의 두드러진 예로는 레벨러(1645~1650), 보헤미안주의(1850~1910), 비트 세대(1944~1964)의 보다 더 단편적인 반문화, 1960년대의 세계화된 반문화(1964~1974)가 있다.

## 같이 보기
- 베트남 전쟁
- 홀어스 캐털로그
- 존 레논
- 스티브 잡스
- 문화막시즘